# إسراء جيجرة
إسراء جرجرة واين  (16 سبتمبر 1971) (إنجليزية:Isra Girgrah Wynne) هي ملاكمة أميركية ـ يمنية حققت بطولة العالم خمس مرات. بدأت مسيرتها عام 1994 عقب تخرجها من جامعة كوين في أونتاريو كندا واعتزلت عام 2003. ولدت في عدن وهاجرت اسرتها إلى كندا عندما كانت في الثالثة من عمرها وهي من العائلات العدنية القديمة والمعروفة في المدينة. حاليا تدير هي وزوجها مارتي واين شركة ترويجية للملاكمة

## مواقع خارجية
- إسراء جيجرة على موقع بوكس ريك (الإنجليزية) (registration required)
- Isra (RagingBeauty) Girgrah's Fighting Record
- 1st Yemen Times Article
- 2nd Yemen Times Article
- 3rd Yemen Times Article
- 4th Yemen Times Article
- Isra (RagingBeauty) Girgrah's New Official Site

1. ↑  BoxRec (بالإنجليزية والروسية), QID:Q895505
2. ↑  About isra Iwayne.com last retrived 21 Oct 2013 [وصلة مكسورة] نسخة محفوظة 06 أكتوبر 2011 على موقع واي باك مشين.